# LSPM 1459+0857AB
LSPM 1459+0857AB – gwiazda podwójna położona w gwiazdozbiorze Wolarza, pierwszy odkryty układ wielokrotny składający się z chłodnego karła metanowego i białego karła.
Brązowy karzeł został odkryty w ramach programu UKIRT Infrared Deep Sky Survey otrzymując nazwę ULAS 1459+0857. Oddalony jest o ok. 43–69 parseków, należy do typu widmowego T4,5 ± 0,5, jego masa wynosi ok. 0,060–0,072 M☉, a temperatura ok. 1200–1500 kelwinów. Dodatkowe obserwacje pozwoliły na odkrycie drugiej gwiazdy – białego karła o masie około 0,585 M⊙ i temperaturze powierzchni 5535 ± 35 K. Separacja gwiazd wynosi 16 500 – 26 500 jednostek astronomicznych.
Jest to bardzo stary system, nie ma już w nim śladu po mgławicy planetarnej, która powstaje, kiedy gwiazda ciągu głównego pod koniec swojego życia odrzuca zewnętrzne warstwy stając się białym karłem. Ewolucja gwiazdy, która przekształciła się w białego karła wpłynęła także na obecną, bardzo dużą separację systemu; w przeszłości oba obiekty znajdowały się znacznie bliżej. Ich wzajemne oddziaływanie grawitacyjne znacznie osłabło, kiedy biały karzeł stracił większość swojej masy, co doprowadziło do ich oddalenia.
Odkrycie systemu zostało nazwane „astronomicznym odpowiednikiem kamienia z Rosetty”, znany wiek białego karła pozwala naukowcom na dokładne określenie wieku oraz innych właściwości brązowego karła, pomagając przy tym dokładniej wzorcować i modelować inne tego typu obiekty.